# Don Calfa
Pour les articles homonymes, voir Calfa.
Donald George Calfa, dit Don Calfa, né le 3 décembre 1939 à New York (arrondissement de Brooklyn, État de New York) et mort le 1er décembre 2016 à Palm Springs (Californie), est un acteur américain.

## Biographie
Entamant sa carrière au théâtre, Don Calfa joue notamment à Broadway (New York) dans deux pièces, la première représentée en 1965 ; la seconde est Lenny de Julian Barry (en), représentée en 1971-1972 (et portée à l'écran sous le même titre en 1974).
Au cinéma, il contribue à quarante-trois films américains (ou en coproduction) sortis entre 1968 et 2015, dont New York, New York de Martin Scorsese (1977, avec Liza Minnelli et Robert De Niro), Le Retour des morts-vivants de Dan O'Bannon (1985, avec Clu Gulager et James Karen), Bugsy de Barry Levinson (1991, avec Warren Beatty et Annette Bening) et Les Portes de l'enfer de Jose Prendes (2003, avec le réalisateur et Richard Lynch).
À la télévision américaine, Don Calfa apparaît dans trente-cinq séries de 1972 à 2003, dont Les Rues de San Francisco (trois épisodes, 1974-1977), Capitaine Furillo (deux épisodes, 1984-1986) et Columbo (deux épisodes, 1990-1995.
S'ajoutent dix téléfilms, le premier diffusé en 1972 ; le dernier est Private Eye de Mark Tinker (1987, avec Michael Woods et Josh Brolin).

## Théâtre à Broadway (intégrale)
- 1965 : Mating Dance d'Eleanor Harris Howard et Helen McAvity : Ramesh Ramru / Junior (doublure)
- 1971-1972 : Lenny de Julian Barry : le photographe (remplacement, dates non spécifiées)

## Filmographie partielle

### Cinéma
- 1973 : Permission d'aimer (Cinderella Liberty) de Mark Rydell : Lewis
- 1974 : Rhinocéros (Rhinoceros) de Tom O'Horgan : le serveur
- 1974 : Bank Shot de Gower Champion : Stosh Gornik
- 1976 : Nickelodeon de Peter Bogdanovich : Waldo
- 1977 : New York, New York de Martin Scorsese : Gilbert
- 1978 : Drôle d'embrouille (Foul Play) de Colin Higgins : le balafré
- 1979 : Elle (10) de Blake Edwards : le voisin
- 1979 : The Rose de Mark Rydell : Don Frank
- 1980 : 1941 de Steven Spielberg : l'opérateur téléphonique
- 1981 : Le facteur sonne toujours deux fois (The Postman Always Rings Twice) de Bob Rafelson : Goebel
- 1983 : La Nuit des juges (The Star Chamber) de Peter Hyams : Lawrence Monk
- 1985 : Le Retour des morts-vivants (The Return of the Living Dead) de Dan O'Bannon : Ernie Kaltenbrunner
- 1986 : Deux flics à Chicago (Running Scared) de Peter Hyams : l'avocat de la chambre des femmes
- 1988 : Presidio : Base militaire, San Francisco (The Presidio) de Peter Hyams : Howard Buckely
- 1989 : Week-end chez Bernie (Weekend at Bernie's) de Ted Kotcheff : Paulie
- 1991 : Bugsy de Barry Levinson : Louie Dragna
- 1992 : Telemaniacs (Stay Tuned) de Peter Hyams : Wetzel
- 1993 : Necronomicon (H.P. Lovecraft's: Necronomicon), segment The Cold de Shūsuke Kaneko : M. Benedict
- 1998 : L'Enfant du futur (Progeny) de Brian Yuzna : Jimmy Stevens
- 1998 : Docteur Dolittle (Doctor Dolittle) de Betty Thomas : un patient à Hammersmith
- 2003 : Les Portes de l'enfer (Corpses Are Forever) de Jose Prendes : Jack Stark (+ producteur associé)

### Télévision

#### Séries
- 1974-1975 : Kojak, première série
  - Saison 1, épisode 11 La Reconnaissance de dettes (Marked to a Dead Bookie, 1974) : Fidelio Ortez
  - Saison 3, épisode 14 Maison de prières, caverne de voleurs (A House of Prayer, a Den of Thieves, 1975) de Robert Day : Burgess
- 1974-1977 : Les Rues de San Francisco (The Streets of San Francisco)
  - Saison 3, épisode 14 Monsieur Personne (Mister Nobody, 1974) : Larry Mason
  - Saison 4, épisode 1 La Neige empoisonnée (Poisoned Snow, 1975) de William Hale : Sparrow
  - Saison 5, épisode 15 Un bon policier, mais... (A Good Cop... But, 1977) : Moonshine
- 1976 : Baretta
  - Saison 2, épisode 21 Aggie de Vincent Sherman : le corse
- 1977 : Voyage dans l'inconnu (Tales of the Unexpected)
  - Saison unique, épisode 1 The Final Chapter : Mike Kelso
- 1977-1981 : Barney Miller
  - Saison 3, épisode 20 Group Home (1977) de Lee Bernhardi : M. DiLucca
  - Saison 4, épisode 6 Copy Cat (1977 - Angelo Dodi) et épisode 20 Hostage (1978 - Leon Bidell)
  - Saison 5, épisode 21 Identity (1979) : Calvin J. Kendall
  - Saison 6, épisode 8 The Desk (1979) : Gilbert Lesco
  - Saison 7, épisode 20 The Vests (1981) : Arthur Thompson
  - Saison 8, épisode 7 Homeless (1981) : Edward Pratken
- 1978 : Super Jaimie (The Bionic Woman)
  - Saison 3, épisode 21 En dansant le flamenco (Rancho Outcast) d'Ivan Dixon : Petie « The Weasel » Regan
- 1984-1986 : Capitaine Furillo (Hill Street Blues)
  - Saison 4, épisode 22 Évasion ratée (Eva's Brown, 1984) de Gregory Hoblit : Oscar Foreman
  - Saison 7, épisode 7 Amazing Grace (1986) de Don Weis : Kenny Armis
- 1985 : Simon et Simon (Simon & Simon)
  - Saison 4, épisode 18 Glisser (Slither) de Gerald McRaney : Randall Deeds
- 1985 : Histoires fantastiques (Amazing Stories)
  - Saison 1, épisode 6 L'Incroyable Vision (The Amazing Falsworth) de Peter Hyams : le messager
- 1987 : Comment se débarrasser de son patron (9 to 5)
  - Saison 4, épisode 26 Love and Death de Gary Shimokawa : Janipopolous
- 1988-1993 : Arabesque (Murder, She Wrote)
  - Saison 5, épisode 3 La Retraite de M. Penroy (Mr. Penroy's Vacation, 1988) d'Anthony Pullen Shaw : Clifford Coleson
  - Saison 9, épisode 21 La Rescapée (The Suvivor, 1993) d'Anthony Pullen Shaw : Vinnie
- 1990 : Matlock
  - Saison 5, épisodes 2 et 3 Impasse, 1re et 2e parties (Nowhere to Turn, Parts I & II) d'Harvey S. Laidman : Andrew Sloan
- 1990 : Twin Peaks
  - Saison 2, épisode 10 Dispute Between Brothers : le vice-principal Greege
- 1990-1993 : Docteur Doogie (Doogie Howser, M.D.)
  - Saison 1, épisode 18 I Never Sold Shower Heads for My Father de Bruce Seth Green : Carmine Delpino
  - Saison 2, épisode 18 My Two Dads (1991) de Bill D'Elia : Carmine Delpino
  - Saison 4, épisode 15 It's a Tough Job... But Why Does My Father Have to Do It? (1993) de Robert Houston : Carmine Delpino
- 1990 : Columbo
  - Saison 9, épisode 4 L'Enterrement de Mme Columbo (Rest in Peace, Mrs. Columbo, 1990) de Vincent McEveety : Rudy
  - Saison 14, épisode unique Une étrange association (Strange Bedfellows, 1995) de Vincent McEveety : le barman
- 1993-1994 : Beverly Hills 90210 (Beverly Hills)
  - Saison 4, épisode 1 À bientôt, Brenda (So Long, Farewell, Auf Wiedersehen, Goodbye, 1993) de Bill D'Elia, épisode 14 Un vent de panique (Windstruck, 1993), et épisode 20 La Frayeur de sa vie (Scared Very Straight, 1994) : M. Pitts
- 1994 : Incorrigible Cory (Boy Meets World)
  - Saison 2, épisode 6 Qui a peur du grand méchant Cory ? (Who's Afraid of Cory Wolf?) : Frank

#### Téléfilms
- 1972 : Goodnight, My Love de Peter Hyams : Bananas
- 1973 : The Blue Knight (en) de Robert Butler : Damian
- 1974 : La Loi (The Law) de John Badham : Rod Brainard
- 1977 : Riding High de Lee Philips : Tex
- 1978 : Steel Cowboy d'Harvey S. Laidman : « Go » Trucker
- 1978 : The Comedy Company de Lee Philips : Harry Fenner
- 1982 : The Day the Bubble Burst de Joseph Hardy : M. Cinelli
- 1983 : Shooting Stars de Richard Lang : Driscoll
- 1983 : Allison Sydney Harrison de Richard Crenna : Pat Rosetti
- 1987 : Private Eye de Mark Tinker : Peppy Roth